# ウィリアン・チエゴ・ジ・ジェズス
ウィリアン・チエゴ・ジ・ジェズス (ポルトガル語: Willian Thiego de Jesus, 1986年7月22日 - 2016年11月28日) は、ブラジル・セルジッペ州アラカジュ出身のプロサッカー選手。ポジションはディフェンダー。

## 経歴
2004年から地元のCSセルジッペの下部組織で育ち、2006年にグレミオFBPAへ移籍し、その年はユースチームでプレーした。2007年にトップチームに昇格すると、リオグランデ・ド・スル州選手権及びブラジル全国選手権・セリエAに出場した。
2008年6月14日、ゴイアスEC戦で至近距離からのシュートを放ち、リーグ戦初ゴールを決めた。
2009年12月27日に翌年から京都サンガF.C.へ期限付き移籍にて加入することが決定した。
2010年は開幕戦から数試合はスタメンに名を連ねたものの、徐々に出場機会が減り天皇杯の佐川印刷SC戦を最後に公式戦での出場はなく、シーズン途中で契約を残したままブラジルへ帰国した。
2011年にECバイーアへ1年間の期限付き移籍してプレーした。
2012年3月5日にセアラーSCに期限付き移籍。
2013年1月16日にフィゲイレンセFCへ完全移籍し、シーズン終了まで在籍。
2014年1月にアゼルバイジャン・プレミアリーグのFKハザル・レンコランへ移籍。
2015年1月にアソシアソン・シャペコエンセ・ジ・フチボウへ移籍。
2016年11月28日、ラミア航空2933便墜落事故に遭遇し死去、享年30。当時チームはコパ・スダメリカーナ2016の決勝に参加するためコロンビアのメデジンに向かう途中であり、チエゴのほか多くのチームメイトも犠牲となった。

## 個人成績
| 国内大会個人成績 | 国内大会個人成績 | 国内大会個人成績 | 国内大会個人成績 | 国内大会個人成績 | 国内大会個人成績 | 国内大会個人成績 | 国内大会個人成績 | 国内大会個人成績 | 国内大会個人成績 | 国内大会個人成績 | 国内大会個人成績 |
| 年度             | クラブ           | 背番号           | リーグ           | リーグ戦         | リーグ戦         | リーグ杯         | リーグ杯         | オープン杯       | オープン杯       | 期間通算         | 期間通算         |
| 年度             | クラブ           | 背番号           | リーグ           | 出場             | 得点             | 出場             | 得点             | 出場             | 得点             | 出場             | 得点             |
| ブラジル         | ブラジル         | ブラジル         | ブラジル         | リーグ戦         | リーグ戦         | ブラジル杯       | ブラジル杯       | オープン杯       | オープン杯       | 期間通算         | 期間通算         |
| ---------------- | ---------------- | ---------------- | ---------------- | ---------------- | ---------------- | ---------------- | ---------------- | ---------------- | ---------------- | ---------------- | ---------------- |
| 2006             | セルジッベ       |                  | -                | 0                | 0                |                  |                  |                  |                  |                  |                  |
| 2007             | グレミオ         |                  | セリエA          | 0                | 0                |                  |                  |                  |                  |                  |                  |
| 2008             | グレミオ         |                  | セリエA          | 4                | 1                |                  |                  |                  |                  |                  |                  |
| 2009             | グレミオ         | 13               | セリエA          | 21               | 0                |                  |                  |                  |                  |                  |                  |
| 日本             | 日本             | 日本             | 日本             | リーグ戦         | リーグ戦         | リーグ杯         | リーグ杯         | 天皇杯           | 天皇杯           | 期間通算         | 期間通算         |
| 2010             | 京都             | 3                | J1               | 10               | 0                | 1                | 0                | 1                | 0                | 12               | 0                |
| ブラジル         | ブラジル         | ブラジル         | ブラジル         | リーグ戦         | リーグ戦         | ブラジル杯       | ブラジル杯       | オープン杯       | オープン杯       | 期間通算         | 期間通算         |
| 2011             | バイーア         | 25               | セリエA          | 5                | 0                |                  |                  |                  |                  |                  |                  |
| 通算             | ブラジル         | ブラジル         | セリエA          | 30               | 1                |                  |                  |                  |                  |                  |                  |
| 通算             | 日本             | 日本             | J1               | 10               | 0                | 1                | 0                | 1                | 0                | 12               | 0                |
| 総通算           |                  |                  |                  |                  |                  |                  |                  |                  |                  |                  |                  |

- Jリーグ初出場：2010年3月7日 J1第1節 vsヴィッセル神戸（ホームズスタジアム神戸）

## タイトル
グレミオ
- リオ・グランデ・ド・スル州選手権 2007